# Kloster Święty Krzyż

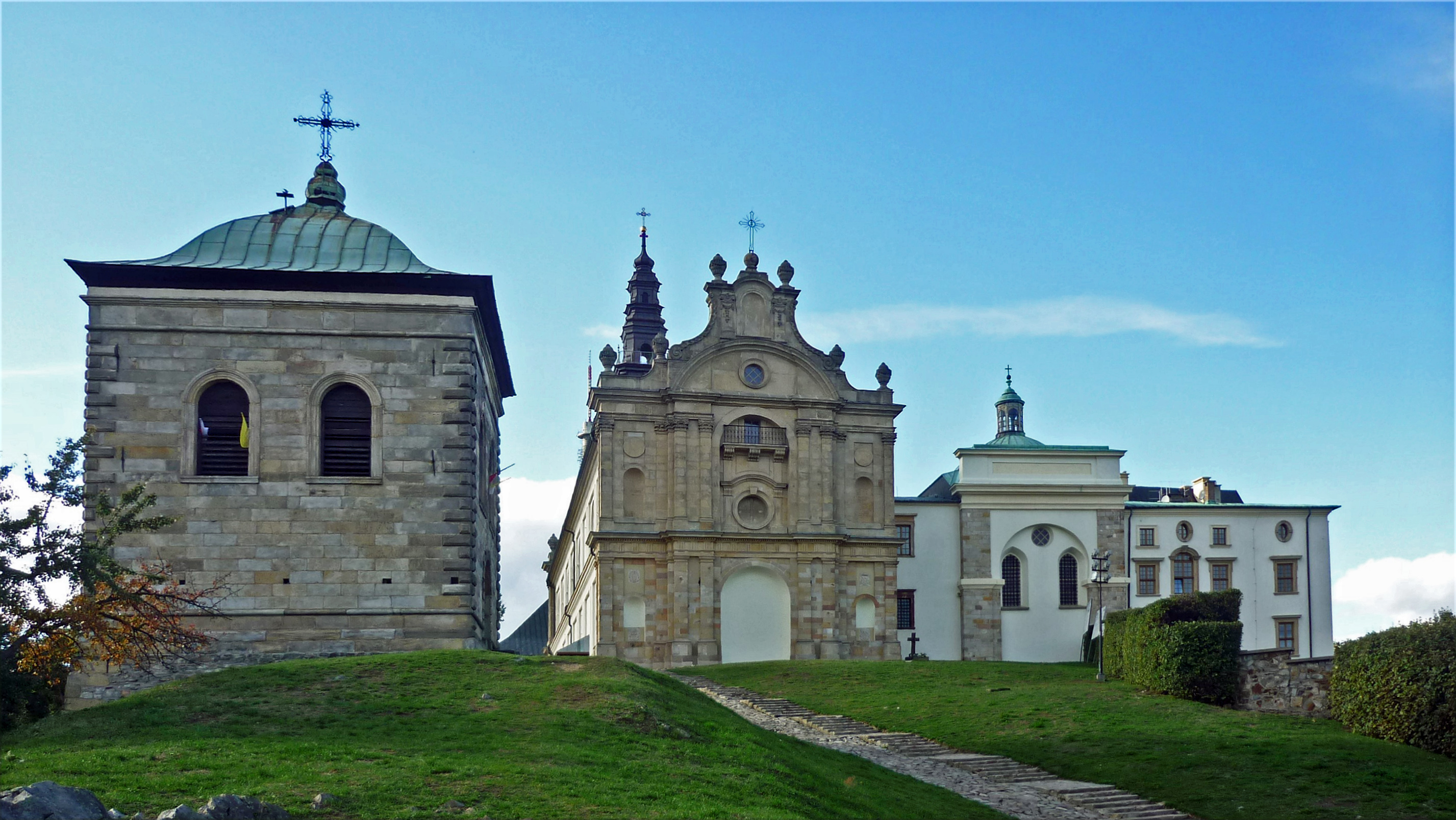
Das Kloster Święty Krzyż

Das Kloster Święty Krzyż (deutsch: Kloster Heiligkreuz) befindet sich auf dem Berg Łysiec im Heiligkreuzgebirge (Góry Świętokrzyskie).
Die Geschichte des Klosters reicht in das Jahr 1006 zurück, als es von Benediktinern gegründet wurde. Heute ist es ein Kloster des Missionarsordens der Oblaten der Unbefleckten Maria (Misjonarze Oblaci Maryi Niepokalanej).
Auf dem Gelände des Klosters befinden sich die barocke-klassizistische Kirche (1781), ein gotischer Kreuzgang aus dem 15. Jahrhundert sowie Fragmente einer romanischen Mauer aus dem 12. Jahrhundert. Die Reliquien des Heiligen Kreuzes, die dem Kloster den Namen gegeben haben, befinden sich in der Kapelle der Familie Oleśnicki. In der Kirche finden regelmäßig Gottesdienste und Weihnachtskonzerte statt. Das Kloster ist mit dem Auto von Huta Szklana (nur zu Gottesdienstzeiten) und zu Fuß von Nowa Słupia und Huta Szklana erreichbar.
Im Kloster befinden sich das Museum des Ordens sowie das Museum des Świętokrzyski-Nationalparks. In unmittelbarer Nähe des Klosters befindet sich der Fernsehturm Święty Krzyż.